# Autobuses Unidos
Autobuses Unidos, más conocida como AU, es una línea mexicana de autotransporte de pasajeros fundada el 25 de marzo de 1926, que proporciona servicio en modalidad directa e intermedia, entre la Ciudad de México y 6 estados del sureste de México. Actualmente, forma parte de Mobility ADO.

## Historia
- El 25 de marzo de 1926 nace la Unión de Propietarios de Autotransporte México – Puebla, que inicia sus servicios con siete unidades.
- En los años 30 logran extender su servicio hasta Veracruz.
- En 1938 pasa de 7 a 72 unidades.
- Para el año 1942 la sociedad cambia su nombre por el de Autobuses México - Puebla Flecha Roja. Y abre ruta a la ciudad de Oaxaca por la Mixteca.
- En el año 1966 se adhieren a la sociedad, las empresas Autobuses Alas de Oro, Costeros del Golfo, Autotransportes Águila Roja y Alianza Camionera del Golfo.
- Debido a esto en el año 1969, cambia nuevamente su nombre por “Autobuses Unidos”.
- Durante el año 1968 se adhiere definitivamente al Grupo ADO
- En los años 70, se abren corridas a la ciudad de Oaxaca por la ruta de Cuicatlán.
- Para el año 1979 establece sus oficinas en la Terminal TAPO.
- En 1981 se implementa el Registro Gráfico de Velocidad en sus unidades.
- En 2013 la empresa decide fusionar lo que anteriormente se conocía como "ECOBUS" expandiendo sus servicios al sureste del país.
- En 2018 Autobuses "Cuenca" sale del mercado. Autobuses Unidos AU brinda servicio en las rutas, horarios y andenes de la extinta línea.[1]
- En 2020 Autobuses Unidos dejan los servicios de la ruta Ciudad del Carmen, Campeche y Mérida por cuestiones y pasan a Autobuses ATS.
- En 2022 se lanza oficialmente el "Servicio Preferencial Sierra" expandiendo su cobertura a la zona norte de  Puebla

El nombre de autobuses unidos se debe a que tiene sus orígenes en la unión de varias líneas muy antiguas, iniciando en el 25 de marzo de 1926, el próximos año ya 100 años, cuando nace la unión de propietarios de autotransportes México – puebla. Iniciando con tan solo 7 unidades. Tu sede estaba en el centro histórico de la Ciudad de México, sitio donde muchas líneas emblemáticas operaban sus unidades, Bajo el nombre de México Puebla Oaxaca y anexas Flecha roja
Corte, No tiene nada que ver con flecha roja de puebla actual, o bueno si, pero no es la misma pero el tema de las múltiples flechas rojas en México es tema a otro video.
Pero aquí es donde se inicial las operaciones con sus 7 unidades , MARCA RIO CORONA DE ORO, con capacidad para 28 pasajeros, inaugurando la ruta México Puebla con un viaje de 3 horas y media, recordando la inexistencia de autopistas e infraestructura como lo que conocemos hoy en día, aunque en ese año se acababa de inaugurar la carretera federal México – Puebla.
En un año crece a 12 autobuses, pasaron unos años y CIRCULO 12, y en 1932 se realizó lo que sería el convenio más importante en su historia, se asociaron con La unión de camioneros de oriente y la alianza camionera veracruzana
Esto le permitió en 1935 extender sus operaciones hasta el ´puerto de Veracruz. Con una flota de 22 unidades, la línea creció hasta las 60 unidades. Con unidades internacional con capacidad de 40 pasajeros.
Posteriormente se alían con alas de oro,  que si pones atención al texto que esta arriba de los autobuses de hoy en día notaras que esto fue importante.
Con esto ya se había expandido sus operaciones por el rio Papaloapan, donde convivirá con autobuses de la cuenca una buena temporada.
En 1942 cambia su nombre por autobuses México-puebla flecha roja y toma la ruta de Ciudad de México hasta Oaxaca.
En los 50s águila roja y camionera de oriente se integra creciendo aún más el parque vehicular ya con 138 unidades, Creciendo en instalaciones y rutas, en los 60s líneas como costeros del golfo, la alianza camionera veracruzana, la sociedad cooperativa de Altotonga.
Para este entonces los masa Somex y demás autobuses de fabricación nacional ya recorrían los estados de Veracruz, Oaxaca, Tabasco, Puebla y los conectaban a la Ciudad de México.
Finalmente alas de oro deja de ser un socio, si no que se fusionan, llegando con esto a superar los 300 autobuses, sin mencionar líneas unidas del sureste, fue con esto que finalmente después tantas uniones de autobuses finalmente le pusieron el nombre de autobuses unidos flecha roja, y dos años después entran formando parte del grupo  Ado en 1968, y es aquí donde oficialmente se llaman autobuses unidos AU, (y lo de flecha roja?, es historia para otro video), es así como desde 1969 ha conservado este nombre.
Es aquí donde las letras a comenzaron a aparecer en los autobuses, primero en todos azules en la masa Somex 2000.
Para 1970 se renueva el parque vehicular con mexicana de autobuses con el modelo 3000, es aquí donde llegan los tonos naranjas a la línea la forma de la T inversa , en estos años autobuses dina olímpico aparecieron, pero siempre tuvieron preferencia por la masa Somex.
1978, se inaugura la terminal oriente TAPO, siendo una colaboración de autobuses de oriente ADO, con el gobierno, permitiendo la entrada a otras líneas, pero siendo la base operativa de autobuses unidos.
A finales de los 80s llegan los Somex premier y la línea naranja tipo L
Desde este punto ya como parte de Ado ya se tenía destinado a que esta sería la línea económica del grupo, además de atender servicios regionales en diferentes estados del sur, con las unidades de masa foráneo, en este momento la cromática, aunque respetando la misma paleta de colores, su cromática identificaba si este servicio de larga distancia o local, teniendo estos icónicos autobuses de dos puertas.
Los masa buscar llegaron con un cambio de cromática en 1994, con el tono gris y varias líneas de diferentes colores, representando las líneas unidas,  ´para el servicio directo económico, y un tono blanco con ondulaciones en amarillo y morado para servicio intermedio en Veracruz y puebla, aunque con una marcada diferencia de tipos de unidades, teniendo unidades de doble puerta para paradas continuas en Veracruz, y unidades foráneas para comunicar dentro de puebla. y llegando los 2000 los mercedes de Marcopolo alegro y andare llegan con el servicio alas de oro, y aquí comenzó el famoso efecto cascada, donde unidades como los buscar vista bus 360, con esos icónicos espejos de doble soporte, los volvos 9550, y rarezas como los o371 y demás modelos que, aunque únicos llegaron a formar parte de estos.  en tiempos mas recientes los multego de mercedes Benz y los 9700 de volvo.
Eso no ha impedido que no se tengan unidades nuevas para ampliar el parque vehicular, como ejemplo la llegada de irizar i6 e i5 en 2013 , los cuales también marcaron un rediseño en la cromática de la línea con el listón que es un rediseño más moderno de las líneas unidas de colores y las olas de tres colores en su servicio intermedio,  más recientemente en 2024 el servicio foráneo cambio a este tono a un naranja llamativo y delineado blanco de siluetas, lo cual se alinea a las tendencias de diseño dentro de Movility Ado, dotando de un sistema de colores para sus diferentes líneas, ejecutivo con azul, lujo con morado, primera con rojo y económico con naranja.
Y dando honor a su nombre muchas líneas obtenidas por Ado, han desaparecido y transferido sus unidades y operaciones, uniendo más y más líneas dentro de autobuses unidos o solo absorbiendo sus rutas operativas, como pueden ser TRP, Riviera, Playa express, occidente, Somellera, pancho villa, tpv, y más importantes como sierra plus, sierra Texcoco, verdes premium, cuenca del Papaloapan.
Actualmente tiene operaciones en prácticamente todos los estados del sur de México. Como la línea económica de Movility Ado, con más 40 millones de pasajeros anuales y más de 765 mil viajes, poco más de 2000 viajes diarios.

## Eslogan
Actualmente usado:
- Yo que tú, mejor por AU

Anterior:
- A Un Precio Super Económico 2008-2014
- Atención es Nuestro Compromiso 1994-2007

## Servicio Directo-Económico

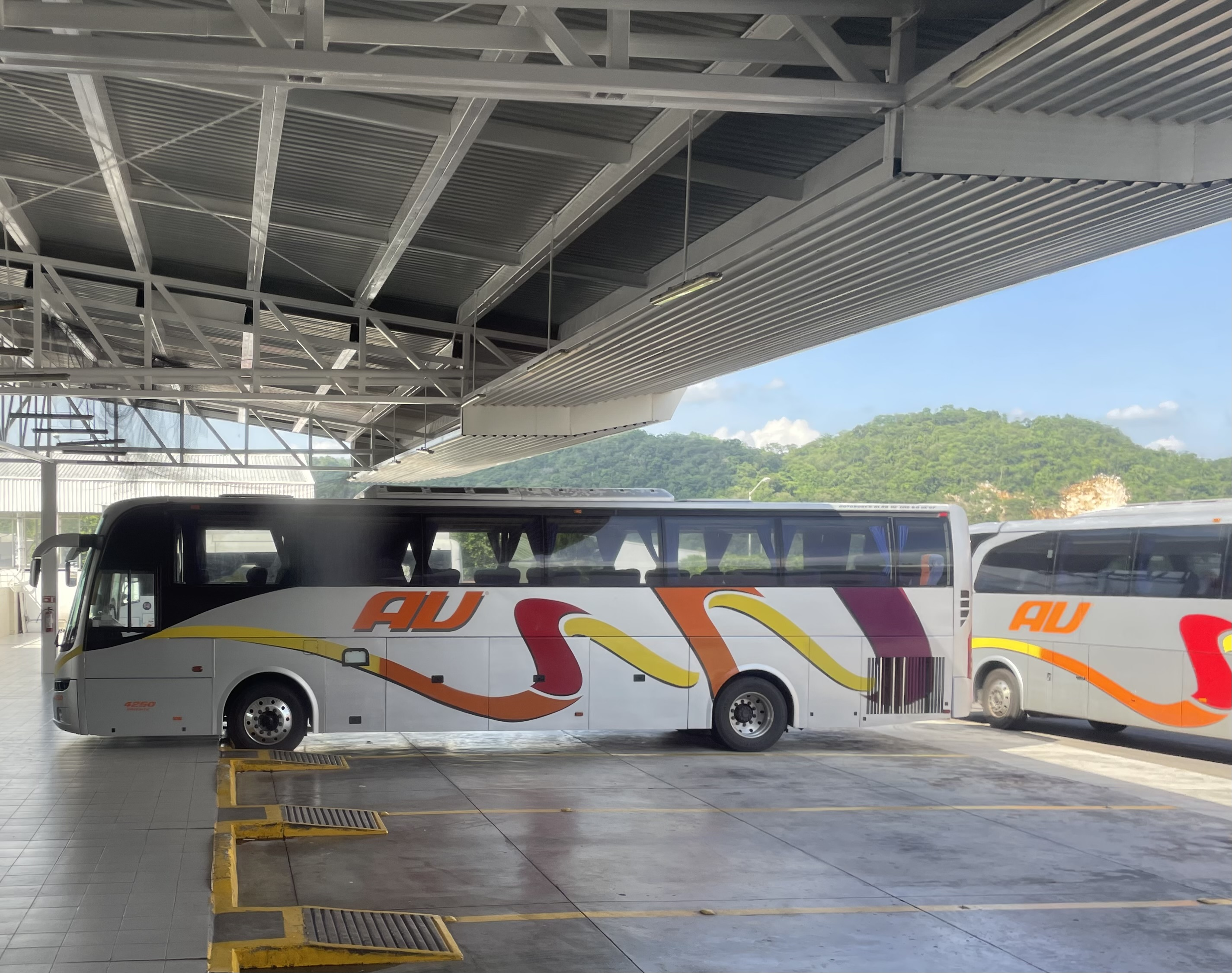
Unidad de Autobuses Unidos AU en Córdoba, Veracruz

El servicio Directo-Económico de AU es la modalidad de transporte foráneo de larga distancia de la empresa, cuya particularidad es realizar escalas en terminales de autobuses en la ruta. 
Los atributos del servicio son: 
Aire acondicionado, asientos reclinables, descenso y ascenso de pasajeros en terminales establecidas en la ruta. Por el tipo de servicio carece de servicio de sanitario o de entretenimiento a bordo. 
El servicio brinda con autobuses Scania Irizar i6, Scania Irizar i6s, Volvo 9700 Select, 9700 Grand S y Marcopolo Multego FL. 
La marca ha reemplazado a líneas de Mobility ADO que han sido descontinuadas, como Cuenca y Ecobus (antes conocida como ADO Económico).

## Servicio Intermedio

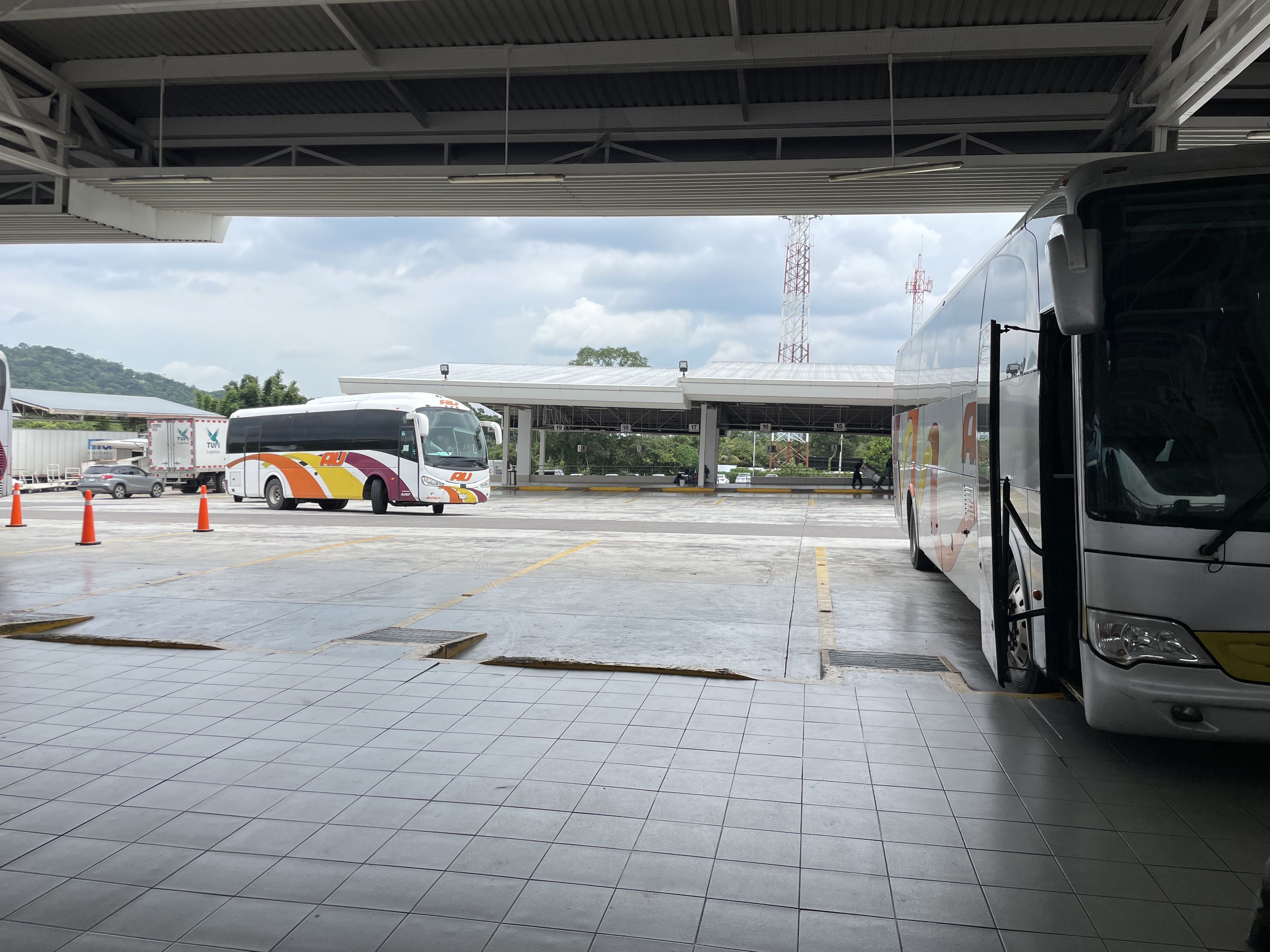
Unidad de Scania Irizar i5 de Servicio Intermedio de Autobuses Unidos AU arribando a la Terminal de Córdoba, Veracruz

Es la modalidad de corta y mediana distancia que tiene la facilidad de llegar a poblados pequeños, realizando ascenso y descenso de pasajeros en parabuses instalados en la ruta, así como en algunas terminales, contando como atributo aire acondicionado. 
La flotilla está conformada con unidades Scania Irizar i5, Ayco Orion, Ayco Nervi, Ayco Toreto, Irizar i5 Efficient, Busscar VisstaBuss Elegance, Marcopolo Multego y Marcopolo Viaggio 950.

## Servicio Preferencial Sierra
Es la modalidad de servicio de larga distancia que se diferencia del servicio Directo-Económico con atributos del servicio como:
Sanitario, conexiones eléctricas vía USB, servicio de Internet vía Wi-Fi, aire acondicionado y mayor espacio entre asientos. 
Este servicio sustituye al servicio "Sierra-Texcoco", teniendo cobertura en la Ciudad de México, en los municipios de Libres, Zaragoza, y Teziutlán en Puebla, así como en Altotonga, Martínez de la Torre, Tlapacoyan y Nautla, en el estado de Veracruz.

## Destinos
AU tiene presencia en 11 estados del país y la Ciudad de México, sus principales destinos son: 
| Estado           | Destinos |
| ---------------- | --- |
| Chiapas          | Arriaga, Cintalapa, Tonalá, Tuxtla Gutiérrez, Huixtla, Palenque, Pijijiapan, Tapachula, Escuintla, Mapastepec, Raudales Malpaso. |
| Ciudad de México | Terminal de Autobuses de Pasajeros de Oriente, Terminal Central de Autobuses del Norte, Terminal Balbuena, Santa Martha Acatitla (Terminal Oasis) |
| Estado de México | Cd. Azteca, Ixtapaluca, Texcoco, Tlalnepantla. |
| Hidalgo          | Cd. Sahagún, Pachuca. |
| Oaxaca           | Huautla de Jiménez, Ixhuatán, Juchitán de Zaragoza, Loma Bonita, María Lombardo de Caso, Matías Romero, Oaxaca, San Pedro Tapanatepec, Reforma De Pineda, San Juan Bautista Cuicatlán, Santa María Tecomavaca, Temascal, San Felipe Jalapa de Díaz, Santo Domingo Ingenio, Santiago Nacaltepec, San Jerónimo Tecoatl, Salina Cruz, Santiago Quiotepec, San Lucas Ojitlán, Teotitlán del Camino, Santo Domingo Tehuantepec, San Juan Bautista Valle Nacional, San Francisco Telixtlahuaca, Santo Domingo Zanatepec, Santa Maria Huatulco, Tuxtepec.      |
| Puebla           | Aljojuca, Acatzingo, Cd. Serdán, Chilchotla, San Pedro Cholula, Coatepec, Huauchinango, Molcaxac, Oriental, Puebla, Quecholac, Quimixtlan, San Juan Colon, San Juan Atenco, San Juan Ixcaquixtla, San Lorenzo Ometepec, San Martín Texmelucan, San Salvador el Seco, La Trinidad, Soltepec , Villa Ávila Camacho, Villa Juárez, Villa Lazáro Cárdenas, Teziutlán, Tecamachalco, Tehuacán, Tepeaca, Tepexi de Rodríguez, Tlachichuca, Tlacotepec, Huejotzingo, Zoquitlan                                                                                 |
| Quintana Roo     | Bacalar, Cancún, Carrillo Puerto, Chetumal, Playa Del Carmen, Tulum. |
| Tabasco          | Balancan, Cárdenas, Villahermosa, Comalcalco, Paraíso,Tenosique, Huimanguillo, Emiliano Zapata |
| Tlaxcala         | Apizaco, Calpulalpan, Huamantla, Tlaxcala. |
| Veracruz         | Ayahualulco, Altotonga, Alvarado, Acayucan, Cardel, Catemaco, Cd. Mendoza, Córdoba, Coatzacoalcos, Cosamaloapan, Coscomatepec, Gutiérrez Zamora, Huatusco, Jaltipan, joachin, Juan Diaz Cobarruvias, La Gloria, Las Choapas, Lerdo de Tejada, Martínez de la torre, Minatitlán, Misantla, Orizaba, Papantla, Perote, Playa Vicente, Poza Rica, San Andrés Tuxtla, Santiago Tuxtla, Sayula de Alemán, Santa Cruz, Tierra Blanca, Tres Valles, Tuxpan, Veracruz, Villa Azueta, Villa Isla, Xalapa, Agua Dulce, Tecolutla, Tonalá,Tlacotalpan, Banderilla. |
| Campeche         | Escarcega, Escarcega Intermedio, Xpujil. |